# Dossenberger-Pfarrhof
Der so genannte Dossenberger-Pfarrhof im Krumbacher Stadtteil Billenhausen ist ein für die Gegend Mittelschwabens sehr großer und besonders reich gestalteter Pfarrhof. Der 1773 erbaute Pfarrhof ist nach dessen Baumeister Joseph Dossenberger benannt. Heute beherbergt das Gebäude neben dem Pfarrbüro und einem Gemeindesaal die Geschäftsstelle des Allgäu-Schwäbischen Musikbundes (ASM).

## Geschichte
Der Pfarrhof, der ungefähr 100 m südlich der Billenhauser Kirche in einem großen Garten steht, wurde 1773 im Auftrag des Abtes Wilhelm III. Schoellhorn der Reichsabtei Ursberg von dem Baumeister Joseph Dossenberger an Stelle eines Vorgängerbaus erbaut. In dem Zeitraum zwischen 1978 und 1983 wurde das Gebäude generalsaniert, da es sich vor Durchführung dieser Maßnahmen in einem sehr schlechten Zustand befand – das größte Problem war das undichte Dach.  

## Baubeschreibung
Das Gebäude ist ein stattlicher zweigeschossiger Mansardwalmdachbau im Stil des Spätbarock, der auf der straßenzugewandten Seite durch einen hohen Mittelrisalit geprägt wird. Durch die perspektivisch gegliederte Architekturmalerei wirkt das Gebäude besonders prächtig und schlossähnlich. Diese Pracht lässt sich damit erklären, dass sich der Auftraggeber des Baus, der Abt des Klosters Ursberg, oft in Billenhausen aufhielt, da die heutige Pfarrkirche des Ortes damals eine berühmte Wallfahrtskirche war. Die Farbgebung und Gestaltung der Fassadenmalerei wurde im Zuge der Sanierung nach ähnlichen Vorbildern und einem Bild rekonstruiert, das man in der Dorfchronik aus der zweiten Hälfte des 19. Jahrhunderts  fand.
Im Inneren des Gebäudes ist von der Raumaufteilung die großzügige Eingangshalle mit dem Treppenhaus besonders zu erwähnen. In den Räumen sind neben den Spiegeldecken und den Dielenböden Möbel, die Öfen und die Türblätter erhalten geblieben. Die Bemalung der Türen, die jeweils nach der Nutzung der Räume gestaltet wurde, stammt von Jakob Fröschle aus dem Jahr 1781.
1. ↑  Die eigentliche Pfarrkirche von Billenhausen, St. Gordian und Epimachus, die im Westen des Dorfes nahe der Kammel stand, wurde im Jahr 1807 abgebrochen.

## Pfarrstadel
Neben dem Pfarrhof steht auf dem Grundstück noch ein Pfarrstadel, der aus derselben Zeit stammt wie der Pfarrhof. Die Sanierung dieses Gebäude konnte im Jahr 1997 abgeschlossen werden.